# رومانا هیدووا
رومانا هیدووا (چکی: Romana Hejdová؛ زادهٔ ۹ مهٔ ۱۹۸۸) بازیکن بسکتبال زن اهل جمهوری چک است. وی در بازی‌های المپیک تابستانی ۲۰۰۸ شرکت کرده‌است.